# Terremoto de Marrakech-Safí de 2023
El terremoto de Marrakech-Safí de 2023 fue un sismo de magnitud 6,8 Mw que afectó a dicha región de Marruecos a las 23:11, hora local (22:11 UTC), del viernes, 8 de septiembre de 2023. 
El terremoto tuvo su epicentro a 71,8 km al suroeste de Marrakech, en la cercanías de la ciudad marroquí de Ighil, en la cordillera del Atlas, y fue producido por una falla oblicua inversa poco profunda dentro alalskeyeaquella cordillera.
En el último informe entregado por el ministerio del Interior del país africano, se han contabilizado 2946 víctimas fatales (la mayoría fuera de Marrakech) y más de 5476 heridos (de los cuales, 1404 resultaron heridos de gravedad).
Además, se han observado daños catastróficos en edificios y monumentos históricos cercanos al epicentro. El terremoto también fue percibido en zonas del sur de España, Portugal y del oeste de Argelia.
Desde el Gobierno marroquí, declararon tres días de duelo nacional en honor a las víctimas del terremoto.

## Terremoto
Con una magnitud de 6,8 Mw, corresponde al terremoto más grande registrado instrumentalmente en la historia moderna del Marruecos, sólo superado por estimaciones superiores del terremoto de Mequinez de 1755, con magnitudes de 6,5-7,0 Mw.

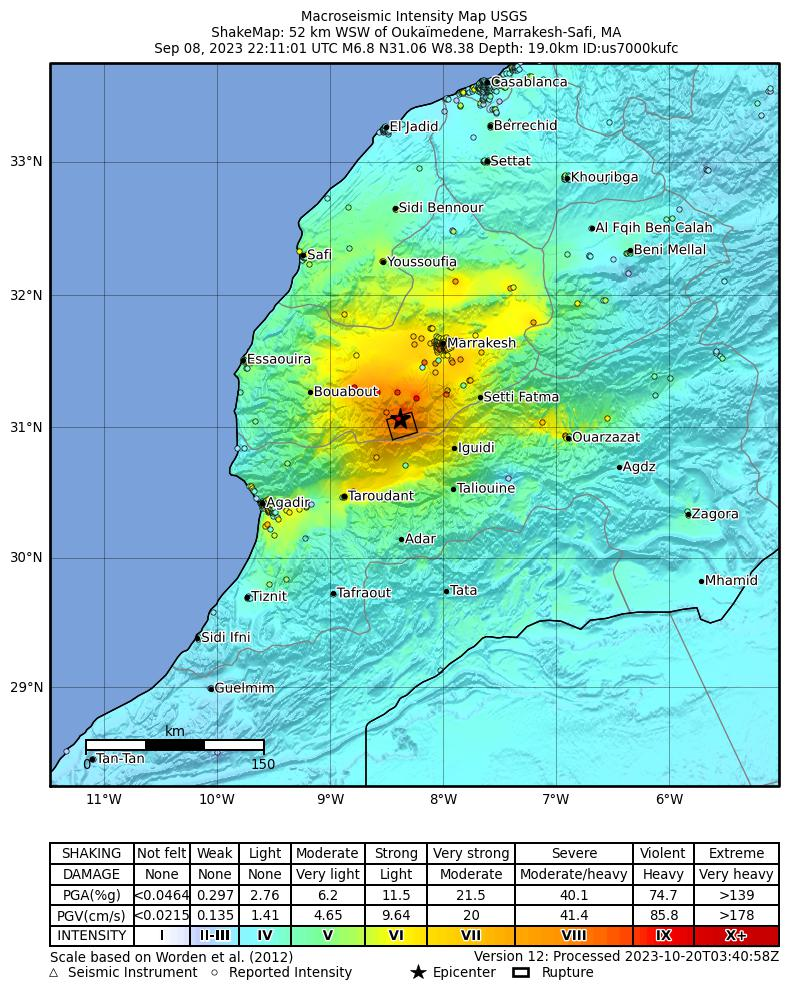
Mapa de intensidades del terremoto de 6,8 M_{w} en Marruecos

El sismo tuvo una profundidad de 26.3 km (16,3 millas), según el Servicio Geológico de los Estados Unidos (USGS), mientras que la Agencia Sísmica de Marruecos informó de una profundidad focal de 8 km (5 millas) y una magnitud de 7,2.
El Centro Sismológico Euromediterráneo señaló que el terremoto también se sintió en Portugal, España, Mauritania, Argelia, Sáhara Occidental y a lo largo de la costa del estrecho de Gibraltar.
Según testigos del temblor, dijeron que duró unos 20 segundos. Unos 19 minutos tras el sismo principal, se registró una réplica de magnitud 4,9 en las cercanías del lugar del epicentro del 6,8 Mw.
De acuerdo al informe de USGS, el terremoto tuvo un mecanismo focal que indica fallas de empuje oblicuo debajo de la cordillera del Alto Atlas. La ruptura del sismo se produjo en una falla oblicua inversa de inmersión poco profunda que se dirigía hacia el este. Se estima que el área de ruptura de la falla era de 30 km (19 millas) por 20 km (12 millas).

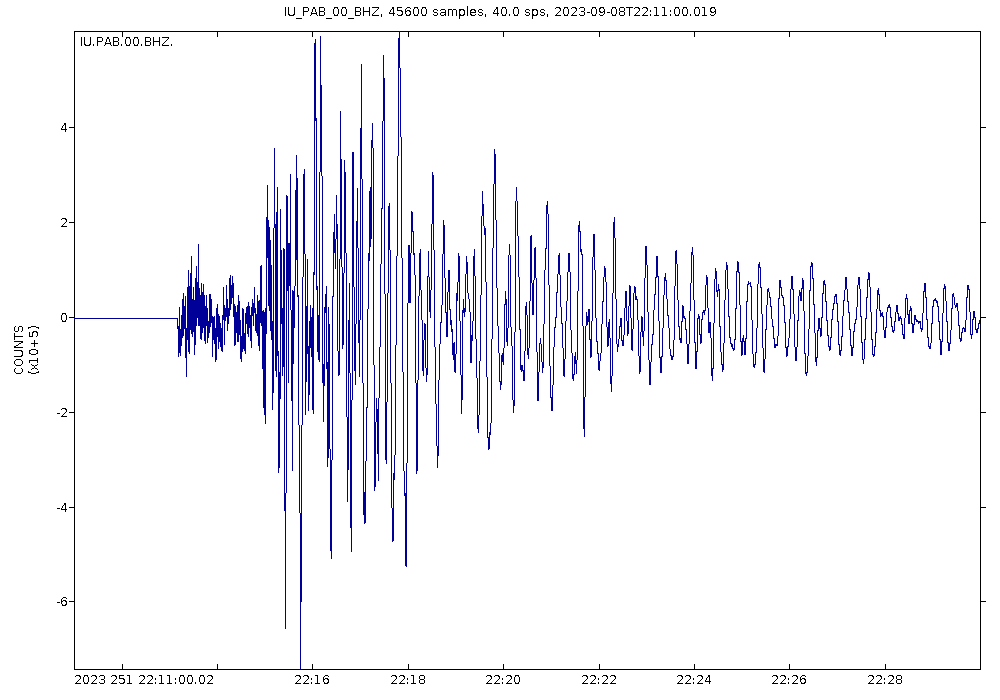
Sismograma del terremoto de 6,8 M_{w} en Marruecos

El Alto Atlas presenta muchas fallas de corrimiento de este a oeste y noreste a sureste. Desde 1900, no ha ocurrido un terremoto de 6,0 Mw o mayor dentro de 500 km (310 millas) del epicentro de este terremoto, pero al este se han producido nueve eventos de 5,0 Mw y mayores.
Las estaciones de seguimiento del Instituto Nacional de Astronomía y Geofísica de Egipto detectaron el terremoto a miles de kilómetros de distancia, el 9 de septiembre de 2023.
Según un modelo de falla finita del USGS, la ruptura de produjo en una falla de empuje de inclinación este-noreste-oeste-suroeste y de inclinación norte-noroeste, provocando un deslizamiento que se concentró alrededor del hipocentro dentro de una zona de deslizamiento en la falla con una dimensión de ⁓30 km (19 millas) por 30 km(19 millas) y un desplazamiento máximo de 1,7 metros (5,57 pies) a una profundidad de 20-25 km(12-16 millas), mientras que gran parte del deslizamiento ocurrió a una profundidad de 10-35 km(6,2-21,7 millas). Hubo poco o ningún deslizamiento cerca a la superficie, por encima de los 10 km(6,2 millas).

### Réplicas
Tras el terremoto principal, se han registrado numerosas réplicas en las cercanías del epicentro, gran parte de ellas no perceptibles por la población, pero si instrumentalmente.
De acuerdo al Servicio Geológico de los Estados Unidos (USGS) y EMSC, se han registrado 5 réplicas perceptibles.
| # | Fecha/Hora UTC                     | Fecha/Hora local (DST)             | Magnitud | Ubicación                        | Profundidad | Coordenadas                           | Referencia |
| - | ---------------------------------- | ---------------------------------- | -------- | -------------------------------- | ----------- | ------------------------------------- | ---------- |
| 1 | 22:30:42, 8 de septiembre de 2023  | 23:30:42, 8 de septiembre de 2023  | 4.9      | 61 km noreste de Taroudant       | 10 km       | 30°42′43″N 9°25′44″O / 30.712, -9.429 | [ 23 ]     |
| 2 | 08:00:00, 10 de septiembre de 2023 | 09:00:00, 10 de septiembre de 2023 | 4.2      | 59 km al suroeste de Oukaïmedene | 10 km       | 31°02′42″N 8°27′40″O / 31.045, -8.461 | [ 24 ]     |
| 3 | 00:25:38, 12 de septiembre de 2023 | 01:25:38, 12 de septiembre de 2023 | 4.0      | 60 km al suroeste de Oukaïmedene | 10 km       | 31°01′19″N 8°27′14″O / 31.022, -8.454 | [ 25 ]     |
| 4 | 09:39:50, 12 de septiembre de 2023 | 10:39:50, 12 de septiembre de 2023 | 4.0      | 46 km al suroeste de Oukaïmedene | 5 km        | 30°50′56″N 8°05′49″O / 30.849, -8.097 | [ 26 ]     |
| 5 | 05:53:16, 14 de septiembre de 2023 | 06:53:16, 14 de septiembre de 2023 | 4.6      | 56 km al suroeste de Oukaïmedene | 10 km       | 30°58′05″N 8°22′30″O / 30.968, -8.375 | [ 27 ]     |

El Centro Sismológico Euromediterráneo ha registrado más 70 réplicas perceptibles y no perceptibles con magnitudes entre 2.3 y 4.8 hasta las 09:00 UTC (10:00 DST, hora local) del 14 de septiembre de 2023.

## Impacto

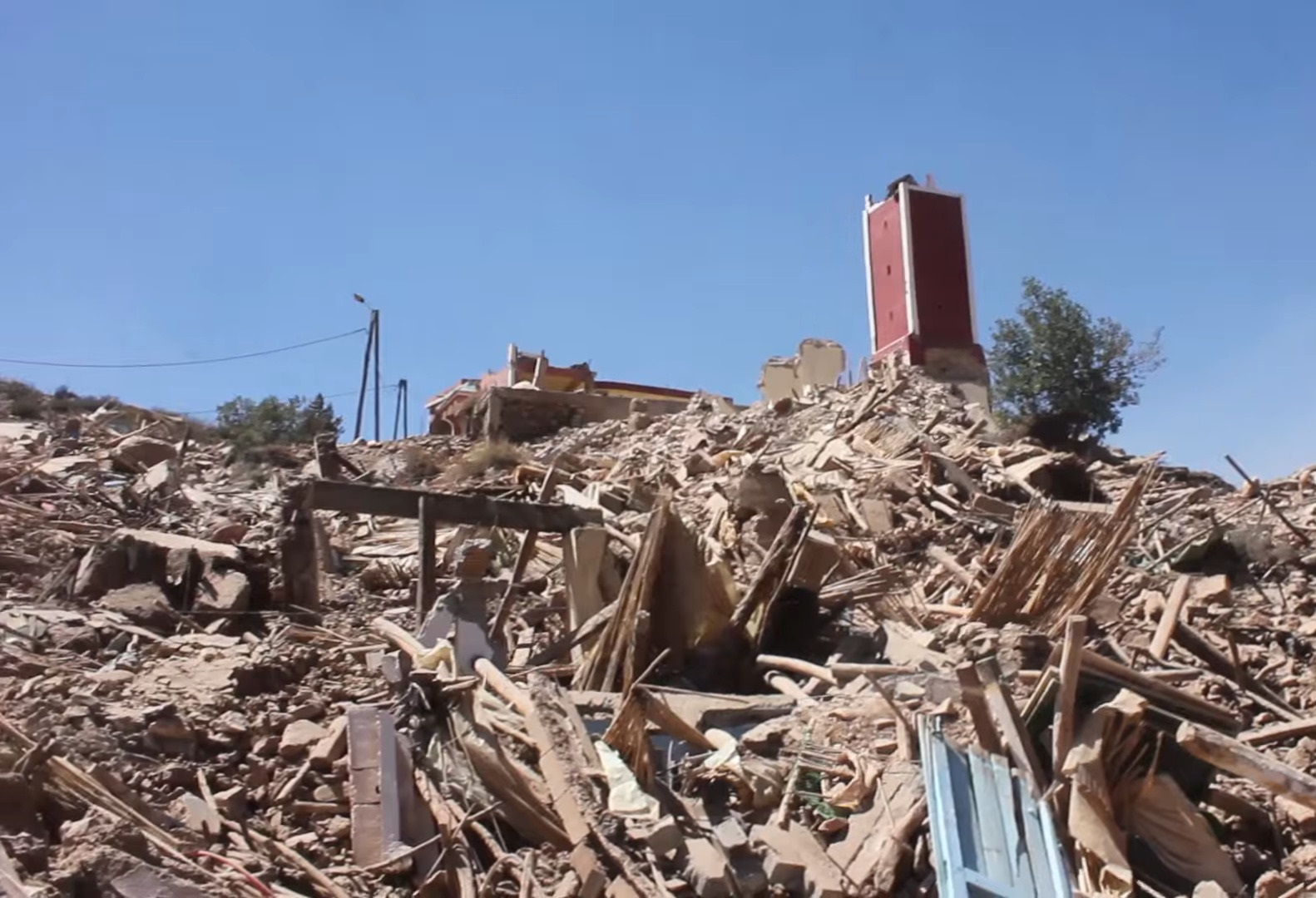
Tizi N'Test después del terremoto.

De acuerdo a los boletines del Ministerio del Interior marroquí, al menos 2900 personas han fallecido producto de derrumbes de inmuebles, infraestructura u otra situación, 2946 han resultado heridas, de las cuales 1404 fueron encontrados en situación de gravedad. Muchas de las víctimas fatales fallecieron en lugares remotos de Marrakech.
En la localidad rural de Moulay Brahim, un grupo de residentes quedaron atrapados por los derrumbes de edificios y voluntarios se encuentran en maniobras de rescate.
Varias casas en zonas antiguas de Marrakech y partes de las murallas de la ciudad se derrumbaron, dejando a familias atrapadas bajo los escombros. En Jemaa el-Fna, un minarete de la mezquita de Kharboush y partes de sus muros se derrumbaron, aplastando los vehículos que se encontraban debajo. La mezquita Koutoubia también resultó dañada.
Cerca del epicentro, medios locales han reportado numerosos edificios y casas derrumbadas, en algunos casos con residentes atrapados bajo los escombros.
En la ciudad de Asni, se ha observado que gran parte de las residencias se han visto dañadas, en tanto, en la ciudad portuaria de Essaouira se informaron caída de partes de fachadas.
Otras casas en pueblos cercanos al epicentro se derrumbaron total o parcialmente. Desde el ministerio del Interior señalaron que la mayoría de los daños ocurrieron fuera de ciudades y pueblos.
Respecto a los servicios básicos y transporte, en algunas zonas se cortó la electricidad y por lo cual el acceso de internet, y también se reportaron numerosos cortes de caminos y carreteras por rodados.

Secuelas del terremoto en Marrakesh y Moulay Brahim
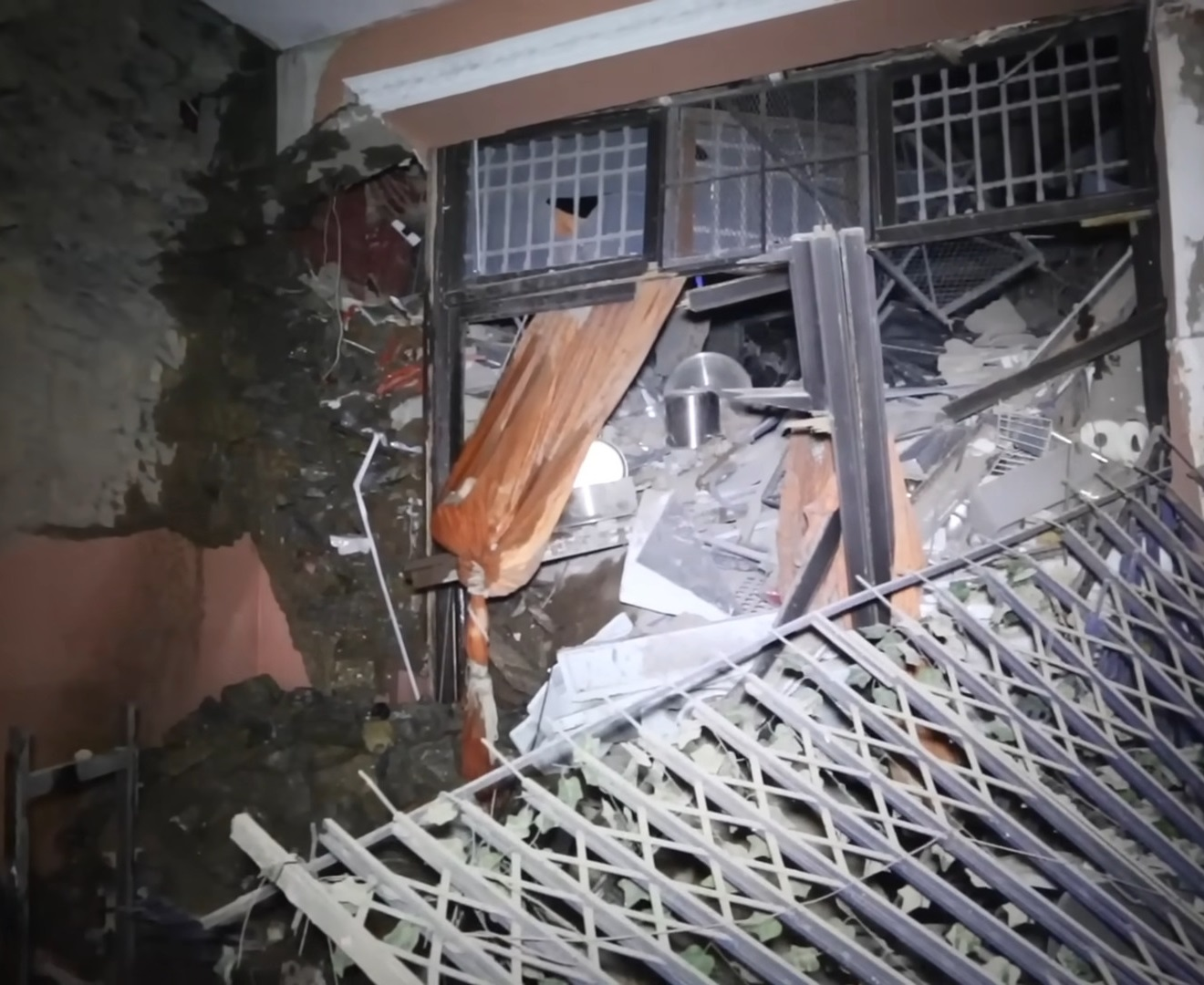
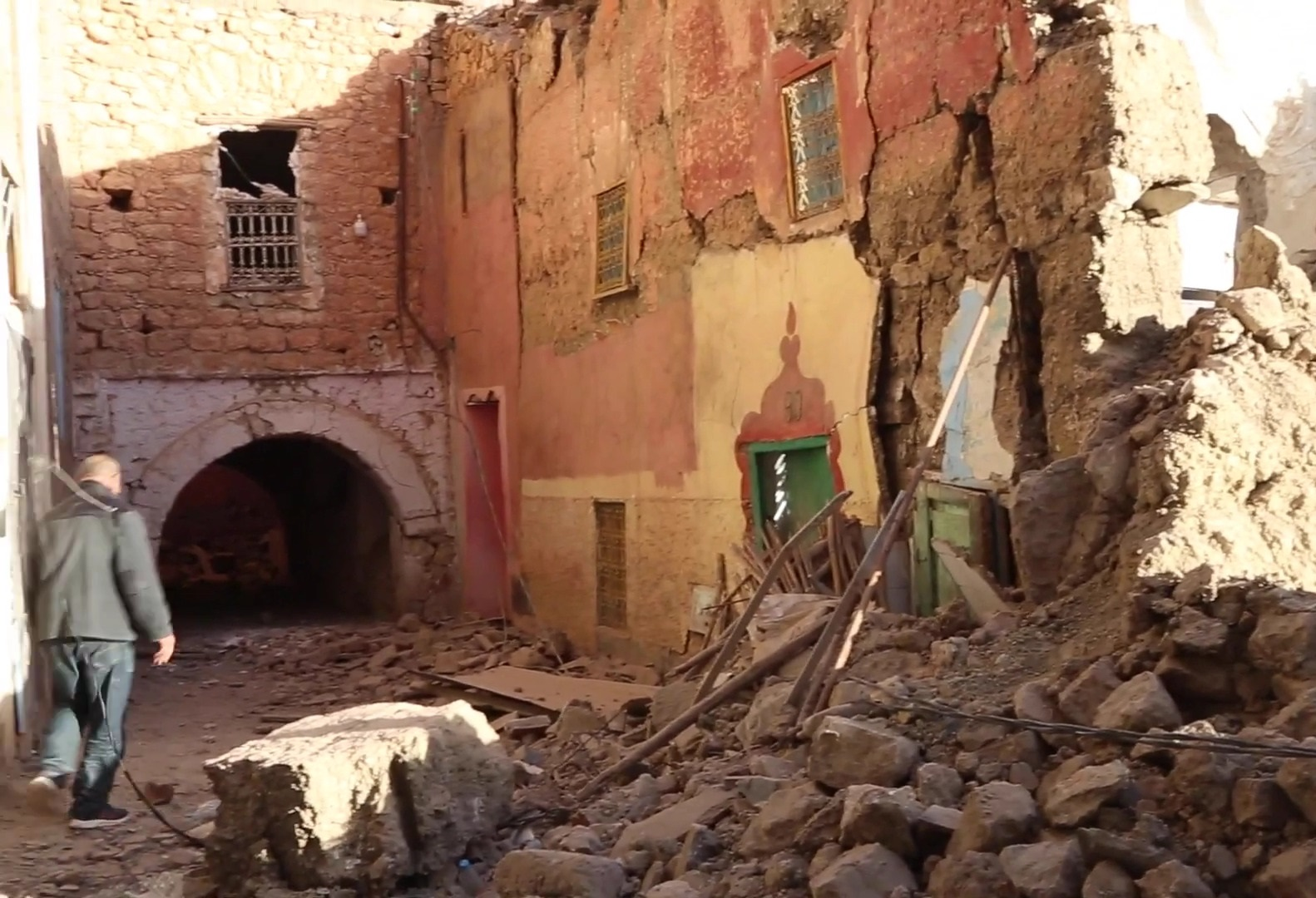
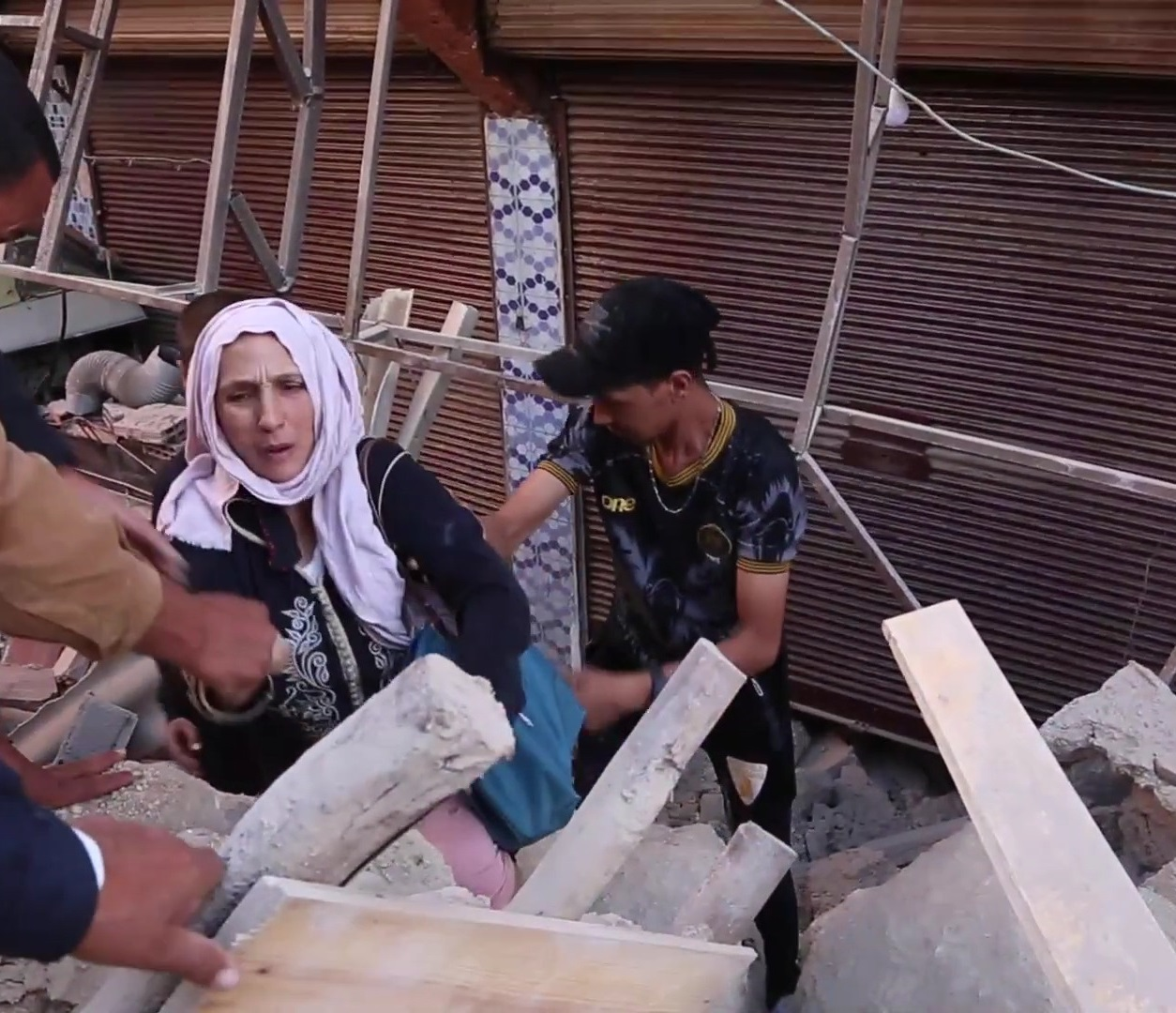
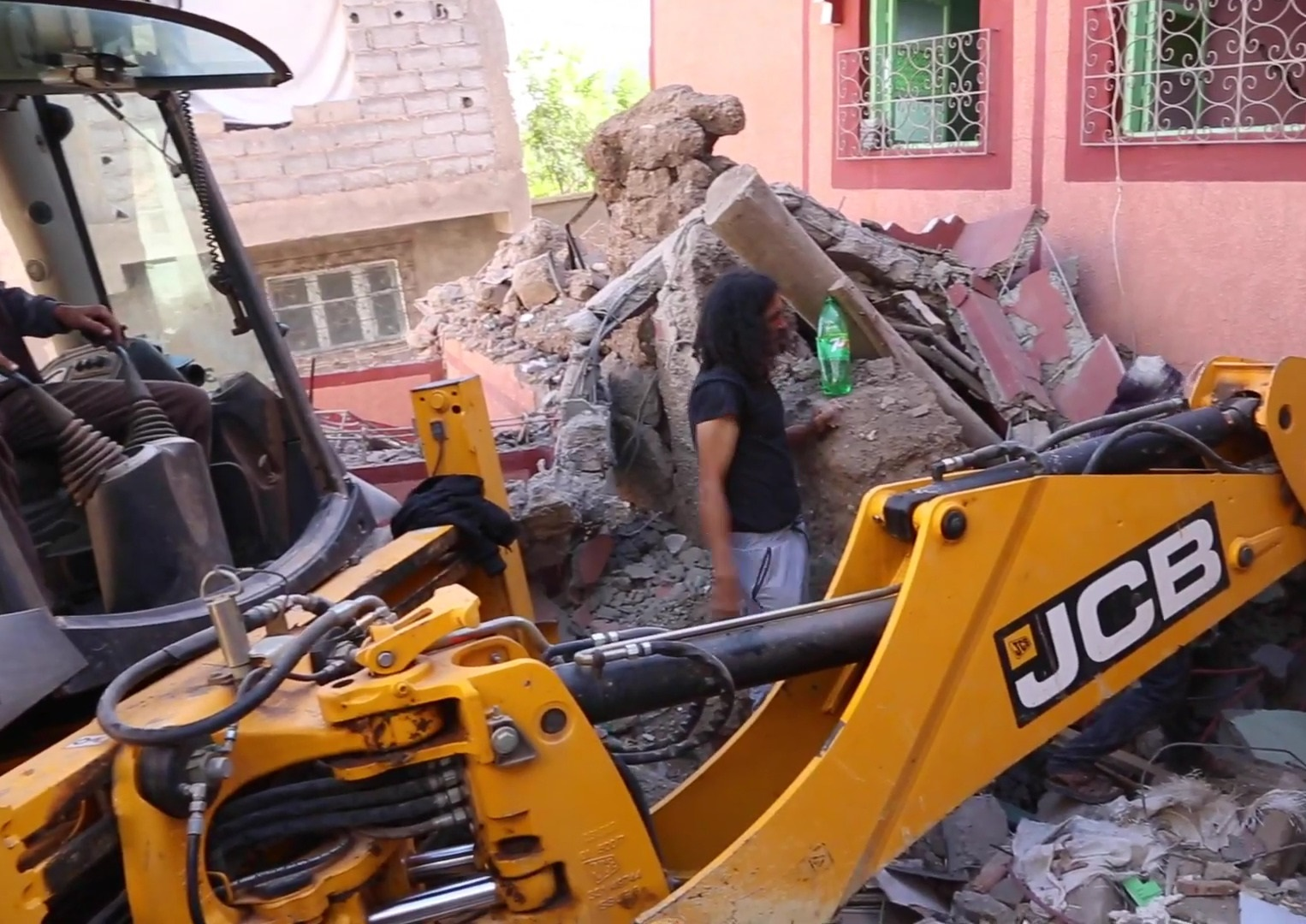
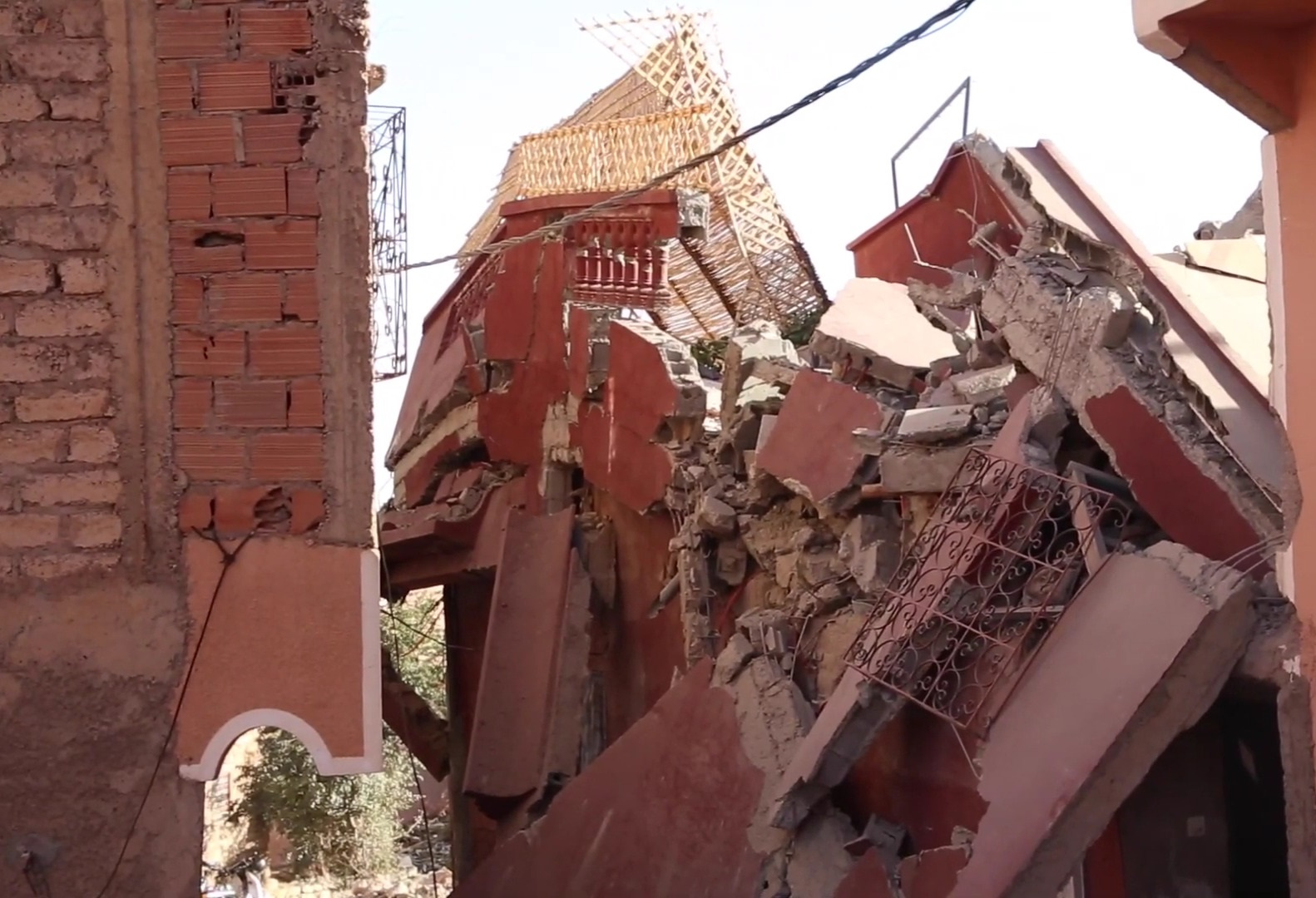

### Víctimas fatales y heridos extranjeros
Producto del terremoto, se ha informado la presencia de cuatro ciudadanos franceses en la contabilización de víctimas fatales, según lo informado por el Ministerio de Asuntos Exteriores francés. "Lamentamos la muerte de otros tres franceses cerca de Marrakech, lo que eleva el número de muertos, a estas alturas, a cuatro víctimas francesas", señala un comunicado entregado a los medios de comunicación. Además, señalan de 15 ciudadanos franceses heridos producto del terremoto.

## Reacciones
India, Argelia, Francia, Portugal, Rumania, Taiwán, Tailandia, Túnez, Turquía, Estados Unidos, Reino Unido, la Unión Europea y Naciones Unidas (ONU) se ofrecieron a brindar asistencia y apoyo a Marruecos. Hasta el momento, el gobierno marroquí no ha solicitado formalmente ayuda al exterior que permita el ingreso de dicha ayuda.
En Francia, Benoît Payan, alcalde de Marsella, ciudad hermana de Marrakech, anunció mediante la red social X (antes Twitter) el envío de bomberos a Marruecos para ayudar en las operaciones de búsqueda y rescate. La Embajada de Francia en Marruecos abrió una línea directa de unidad de crisis.
Tanto el primer ministro de Israel, Benjamín Netanyahu, como el rey Abdullah II de Jordania ordenaron a sus gobiernos enviar ayuda a Marruecos, mientras que el presidente de los Emiratos Árabes Unidos, Mohamed bin Zayed Al Nahayan, ordenó el establecimiento de un puente aéreo para transportar ayuda humanitaria y otro apoyo que sea necesario.
El país vecino, Argelia, reabrió su espacio aéreo a Marruecos por primera vez desde 2021 para facilitar la llegada de ayuda humanitaria, mientras, España puso a disposición de Marruecos su Unidad Militar de Emergencias, sus demás agencias de ayuda y su embajada en la capital del país, Rabat. La dirigencia del Frente Polisario y el gobierno de la República Árabe Saharaui Democrática expresaron también sus condolencias a la población marroquí y anunciaron que no se registraron víctimas en los territorios liberados bajo resguardo del Ejército de Liberación Popular Saharaui o en los campos de refugiados de Tinduf en el oeste argelino.
La Carta Internacional sobre el Espacio y los Grandes Desastres fue activada por el Instituto de las Naciones Unidas para Formación Profesional e Investigaciones (UNITAR) en nombre de la Federación Internacional de Sociedades de la Cruz Roja y de la Media Luna Roja (FICR) para proporcionar una cobertura satelital humanitaria amplia, aunque contingente.